# San Jose (Negros Oriental)
San Jose ist eine philippinische Gemeinde in der Provinz Negros Oriental. Sie hat 20.413 Einwohner (Zensus 1. August 2015). Kleinere Teile des Balinsasayao Twin Lakes Natural Parks liegen auf dem Gebiet der Gemeinde. 

## Baranggays
San Jose ist politisch in 14 Barangays unterteilt.
- Basak
- Basiao
- Cambaloctot
- Cancawas
- Janayjanay
- Jilocon
- Naiba
- Poblacion
- San Roque
- Santo Niño
- Señora Ascion (Calo)
- Siapo
- Tampi
- Tapon Norte

## Persönlichkeiten
- Marestella Sunang (* 1981), Weitspringerin